# Glory to the Brave
Glory to the Brave debitantski je studijski album švedskog power metal sastava Hammerfall objavljen 27. lipnja 1997. godine. 
Gitarist sastava In Flames Jesper Strömblad naveden je kao bubnjar iako na njemu nije svirao. Bubnjeve je svirao Patrik Räfling.

## Pjesme
| 1.    | »The Dragon Lies Bleeding«              | 4:22 |
| 2.    | »The Metal Age«                         | 4:27 |
| 3.    | »HammerFall«                            | 4:45 |
| 4.    | »I Believe«                             | 4:49 |
| 5.    | »Child of the Damned« (obrada Warlorda) | 3:40 |
| 6.    | »Steel Meets Steel«                     | 3:58 |
| 7.    | »Stone Cold«                            | 5:40 |
| 8.    | »Unchained«                             | 5:34 |
| 9.    | »Glory to the Brave«                    | 7:20 |
| 44:35 |                                         |      |

| 10.   | »Ravenlord« (bonus skladba s digipak inačice, obrada Stormwitcha) | 3:32 |
| 48:07 |                                                                   |      |

## Zasluge
HammerFall
- Joacim Cans - vokal
- Oscar Dronjak - gitara, prateći vokal
- Fredrik Larsson - bas-gitara, prateći vokal
- Glenn Ljungström - gitara

Dodatni glazbenici
- Patrik Räfling - bubnjevi
- Stefan Elmgren - glavna gitara (pjesma 4.), akustićna gitara
- Mats Hansson - glavna gitara
- Niklas Isfält - prateći vokal
- Hans Björk - prateći vokal

Ostalo osoblje
- Per Stålfors – fotografije, logotip
- Andreas Marschall – naslovnica
- Fredrik Nordström - klavijature, prateći vokal, snimanje, produkcija, inženjer zvuka, miks
- Göran Finnberg – mastering